# Campionato nordamericano femminile di pallavolo 1989
L'XI campionato nordamericano femminile di pallavolo si è svolto dall'8 al 15 luglio 1989 a San Juan, a Porto Rico. Al torneo hanno partecipato 11 squadre nazionali nordamericane e la vittoria finale è andata per la settima volta, la terza consecutiva, a Cuba.

## Squadre partecipanti
| - Canada - Costa Rica - Cuba - Rep. Dominicana - Guatemala - Haiti | - Honduras - Isole Vergini Americane - Messico - Porto Rico - Stati Uniti |

## Gironi
| Girone A                                                             | Girone B                                          |
| -------------------------------------------------------------------- | ------------------------------------------------- |
| Canada Guatemala Honduras Isole Vergini Americane Messico Porto Rico | Costa Rica Cuba Rep. Dominicana Haiti Stati Uniti |

## Fase finale

### Finali 1º e 3º posto
|  | Semifinali  | Semifinali  | Semifinali |        |      | Finale 1º/2º posto | Finale 1º/2º posto | Finale 1º/2º posto |  |
|  |             |             |            |        |      |                    |                    |                    |  |
|  | Cuba        | Cuba        | 3          |        |      |                    |                    |                    |  |
|  | Cuba        | Cuba        | 3          |        |      |                    |                    |                    |  |
|  | Messico     | Messico     | 0          |        |      |                    |                    |                    |  |
|  | Messico     | Messico     | 0          |        | Cuba | Cuba               | 3                  |                    |  |
|  |             |             |            |        | Cuba | Cuba               | 3                  |                    |  |
|  |             |             | Canada     | Canada | 0    |                    |                    |                    |  |
|  | Canada      | Canada      | Canada     | Canada | 0    | 3                  |                    |                    |  |
|  | Canada      | Canada      |            |        |      | 3                  |                    |                    |  |
|  | Stati Uniti | Stati Uniti | -          |        |      | Finale 3º/4º posto | Finale 3º/4º posto | Finale 3º/4º posto |  |
|  | Stati Uniti | Stati Uniti | -          |        |      |                    |                    |                    |  |
|  |             |             |            |        |      |                    |                    |                    |  |
|  |             |             |            |        |      | Stati Uniti        | Stati Uniti        | 3                  |  |
|  |             |             |            |        |      | Stati Uniti        | Stati Uniti        | 3                  |  |
|  |             |             |            |        |      | Messico            | Messico            | 0                  |  |

## Classifica finale
| Classifica | Squadre                 |
| ---------- | ----------------------- |
|            | Cuba                    |
|            | Canada                  |
|            | Stati Uniti             |
| 4          | Messico                 |
| 5          | Rep. Dominicana         |
| 6          | Porto Rico              |
| 7          | Costa Rica              |
| 8          | Guatemala               |
| 9          | Isole Vergini Americane |
| 10         | Haiti                   |
| 11         | Honduras                |